# Charlotta Flinkenberg
Maria Charlotta Flinkenberg, född Gustafsson den 17 januari 1971, arbetar inom förlagsbranschen. Hon var tidigare chefredaktör på tidningarna Frida, Veckorevyn (under 2001) och Chic (2008–2012). Flinkenberg är nu förlagsredaktör på Aller Media.